# Aeroporto Internazionale di Nashville
L'Aeroporto Internazionale di Nashville (ICAO: KBNA - IATA: BNA) è un aeroporto situato nei pressi di Nashville nel Tennessee, negli Stati Uniti d'America.